# Women in the Wind
Women in the Wind is een Amerikaanse dramafilm uit 1939 onder regie van John Farrow. Destijds werd de film in Nederland uitgebracht onder de titel Vliegende vrouwen.

## Verhaal
De pilote Janet Steele wil deelnemen aan een vliegwedstrijd om een operatie te betalen voor haar broer Bill. Ace Boreman geeft Janet zijn vliegtuig te leen, maar dan blijkt dat zijn ex-vrouw Frieda ook wil deelnemen aan de wedstrijd. Het wordt lastig voor Janet om op tijd een toestel te vinden.

## Rolverdeling
| Acteur                 | Personage      |
| ---------------------- | -------------- |
| Kay Francis            | Janet Steele   |
| William Gargan         | Ace Boreman    |
| Victor Jory            | Doc            |
| Maxie Rosenbloom       | Stuffy McInnes |
| Eddie Foy jr.          | Denny Corson   |
| Sheila Bromley         | Frieda Boreman |
| Eve Arden              | Kit Campbell   |
| Charles Anthony Hughes | Bill Steele    |
| Frankie Burke          | Johnnie        |
| John Dilson            | Sloan          |
| Spencer Charters       | Boer           |
| Vera Lewis             | Boerin         |
| William Gould          | Palmer         |
| Gordon Hart            | Beambte        |
| Ila Rhodes             | Joan           |
| Rosella Towne          | Phyllis        |